# Irakli Dzaria
Irakli Dzaria (sinh 1 tháng 12 năm 1988) là một cầu thủ bóng đá Gruzia, hiện tại thi đấu cho Dila Gori.

## Sự nghiệp quốc tế
Dzaria ra mắt cùng với đội tuyển quốc gia Gruzia trước Albania ở Viseu ngày 29 tháng 2 năm 2012.

### Bàn thắng quốc tế
Tỉ số và kết quả liệt kê bàn thắng của Gruzia đầu tiên.
| Thứ tự | Ngày               | Địa điểm                           | Đối thủ  | Tỉ số | Kết quả | Giải đấu |
| ------ | ------------------ | ---------------------------------- | -------- | ----- | ------- | -------- |
| 1.     | 5 tháng 6 năm 2013 | Nordjyske Arena, Aalborg, Đan Mạch | Đan Mạch | 1–0   | 1–2     | Giao hữu |

## Danh hiệu
FC Zestafoni
- Umaglesi Liga: 2010–11

Dinamo Tbilisi
- Umaglesi Liga:2012–13, 2013–14
- Cúp bóng đá Gruzia: 2013, 2014
- Siêu cúp bóng đá Gruzia: 2014